# 中部圏開発整備法
中部圏開発整備法（ちゅうぶけんかいはつせいびほう、昭和41年7月1日法律第102号）は、東海地方と北陸地方を中心とした9県における開発・整備に関する日本の法律である。
東海地方と北陸地方との交流を促進するとともに、首都圏と近畿圏の中間に位置する地域としてその機能を高める事を目的に作られた。法令番号は昭和41年法律第102号、1966年（昭和41年）7月1日に公布された。

## 構成
- 第一章：総則
- 第二章：削除
- 第三章：国土審議会の調査審議等
- 第四章：中部圏開発整備地方協議会
- 第五章：中部圏開発整備計画
- 第六章：中部圏開発整備計画の実施
- 附則

## 内容

### 対象地域
- 富山県、石川県、福井県、長野県、岐阜県、静岡県、愛知県、三重県、滋賀県
  - 福井県、三重県、滋賀県は近畿圏整備法の対象範囲とも重複している。

### 中部圏開発整備地方協議会
本会議と幹事会からなる。本会議は対象地域9県の知事に政令指定都市である、名古屋市・静岡市•浜松市の首長、県議会・市議会議長、学識経験者を加えたメンバーで構成。1966年11月10日の第1回協議会以降、概ね1 - 2年に1度の間隔で協議会が開かれている。

### 中部圏開発整備計画
2005年6月までは「中部圏基本開発整備計画」という名称であったもので、1968年に第1次、1978年に第2次、1988年に第3次、2000年に第4次の計画が策定された。
これら開発計画は協議会で審議された後、県と国土審議会との協議を経てそれを参考に国土交通大臣が決定、財政的な支援が受けられる事となる。その際に産業開発の程度・経済の発展予想などを元に、発展の進度に応じて都市機能を十分発揮できるような基盤整備を行なう必要があると認められる区域を「都市整備区域」として、観光資源の保全・開発や緑地の保全、文化財の保存の必要があると認められる区域を「保全区域」として、工業を始めとする産業都市などの発展の中心的都市として開発整備が必要と認められる区域を「都市開発区域」として、それぞれ指定する（右図）。
なお、2006年5月11日の協議会では、14の地域に対する2011年までの開発計画（新東名高速道路・北陸新幹線の建設事業、東海地震・東南海地震など災害への対策、観光振興など）が審議された。